# Gaston Tchangana
Gaston Tchangana – kongijski trener piłkarski. 

## Kariera trenerska
W 2001 roku prowadził reprezentację Konga. W marcu 2005 ponownie stał na czele reprezentacji Konga. W lipcu 2006 został zmieniony przez Francuza Noela Tosi, a po jego dymisji w kwietniu 2007 ponownie wrócił do kierowania reprezentacją. W kwietniu 2008 został zmieniony przez Ivicę Todorova.